# Soera Al-Hidjr
Soera Al-Hidjr is een soera van de Koran.
De soera is vernoemd naar de niet meer bestaande stad Al-Hidjr, waarvan haar inwoners in aya 80 worden genoemd. De stad lag in het noorden van de Hidjaz. De inwoners van Al-Hidjr worden in deze soera gelijkgesteld met die van Thamud. Iblis, de schepping van de mens, de onbekende gasten bij Ibrahim en Loet en vernietiging van de stad Sodom zijn genoemde onderwerpen.

## Bijzonderheden
Aya 87 zou zijn geopenbaard in Medina.

## Inhoud
Ayat 28-50 vertellen het verhaal over de schepping van Adam. Na Adams schepping beveelt Allah de engelen te buigen voor Adam. Iblis weigert dit en zal daarom op de dag des oordeels worden weggestuurd uit het paradijs.
Ayat 51-77 gaan over de gasten die Ibrahim informeren dat hij een zoon zal krijgen, Ishaq. Ibrahim staat versteld omdat hij niet verwacht op zijn hoge leeftijd nog kinderen te krijgen. Vervolgens gaan de gasten naar Lut. Ze bevelen hem dat hij en zijn familie 's nachts uit de stad vluchten omdat die zal worden verwoest. Als de mensen van de stad naar Lut komen, biedt hij zijn dochters ter huwelijk aan zodat de gasten met rust worden gelaten. De stad wordt verwoest zoals voorzegd.